# Bycanistes
Bycanistes je rod středně velkých až velkých zoborožců, kteří se vyskytují v lesích subsaharské Afriky. Druhy patřící do rodu Bycanistes se tradičně zařazovaly do rodu Ceratogymna, nicméně na základě moderních fylogenetických výzkumů byl těmto druhům vyčleněn samostatný rod. Vědecké jméno rodu Bycanistes pochází z řeckého bukanistēs, čili „trumpetista“.
Do rodu Bycanistes se řadí tyto druhy s následujícím rozšířením:
| Obrázek | Vědecké jméno             | Běžné jméno          | Areál rozšíření                                  |
| ------- | ------------------------- | -------------------- | ------------------------------------------------ |
|         | Bycanistes fistulator     | Zoborožec chechtavý  | Senegal a na východ do Ugandy a na jih do Angoly |
|         | Bycanistes bucinator      | Zoborožec naříkavý   | Od Ghany po Sierra Leone                         |
|         | Bycanistes cylindricus    | Zoborožec pruhoocasý | Od Ghany po Sierra Leone                         |
|         | Bycanistes albotibialis   |                      | Od Konga po Benin                                |
|         | Bycanistes subcylindricus | Zoborožec černobílý  | Od západní Keni po Pobřeží slonoviny             |
|         | Bycanistes brevis         | Zoborožec šedolící   | Východní Afrika od Etiopie po jižní Afriku       |